# Samara Weaving
Samara Weaving (Adelaida; 23 de febrero de 1992) es una actriz y modelo australiana. Comenzó su carrera en su país natal, interpretando a Kirsten Mulroney en la serie Out of the Blue (2008) y a Indi Walker en la telenovela Home and Away (2009-2013), por la que recibió una nominación al premio AACTA.
Weaving protagonizó las películas de terror Mayhem y The Babysitter (ambas de 2017), y recibió numerosos premios de reparto por la película dramática Three Billboards Outside Ebbing, Missouri (2017). Recibió elogios por su actuación en la película de terror de comedia negra Ready or Not (2019), que fue su primer papel protagónico en una película estadounidense de cine y la consagró como una reina del grito. Sus papeles de terror continuos incluyen también a The Babysitter: Killer Queen (2020), Scream VI (2023) y Azrael (2024).
Weaving ha alternado entre cine y televisión, protagonizando las miniseries Picnic at Hanging Rock (2018), Hollywood (2020) y Nine Perfect Strangers (2021), y las películas Guns Akimbo (2019), Bill & Ted Face the Music (2020), Last Moment of Clarity (2020), Babylon (2022), Chevalier (2022) y The Valet (2022).

## Biografía
Samara es hija de Simon Weaving, un escritor, productor y director de cine. Tiene una hermana menor, la actriz Morgan Weaving.
Es sobrina del famoso actor Hugo Weaving y de Anna-Jane Weaving, quien tuvo una corta carrera como cantante en París a mediados de la década de los 80. Sus primos son Holly Weaving y el actor Harry Greenwood.
Nació en Adelaida, pero creció en Singapur, Fiyi e Indonesia. Cuando vivió en Yakarta, Indonesia, asistió a la Pattimura Elementary School. En el 2000 regresó a Australia y asistió a The Pittwater House Schools en las playas del Norte de Sídney. Luego asistió a la Canberra Girls' Grammar School (CGGS).
En junio de 2012 comenzó a salir con el actor Axle Whitehead,  relación que terminó a finales de agosto del mismo año.Desde 2013 comenzó a salir con el modelo británico Rob Moore, pero la relación terminó. Samara mantiene una relación con Jimmy Warden y en marzo de 2019 se anunció que la pareja se había comprometido.

## Carrera

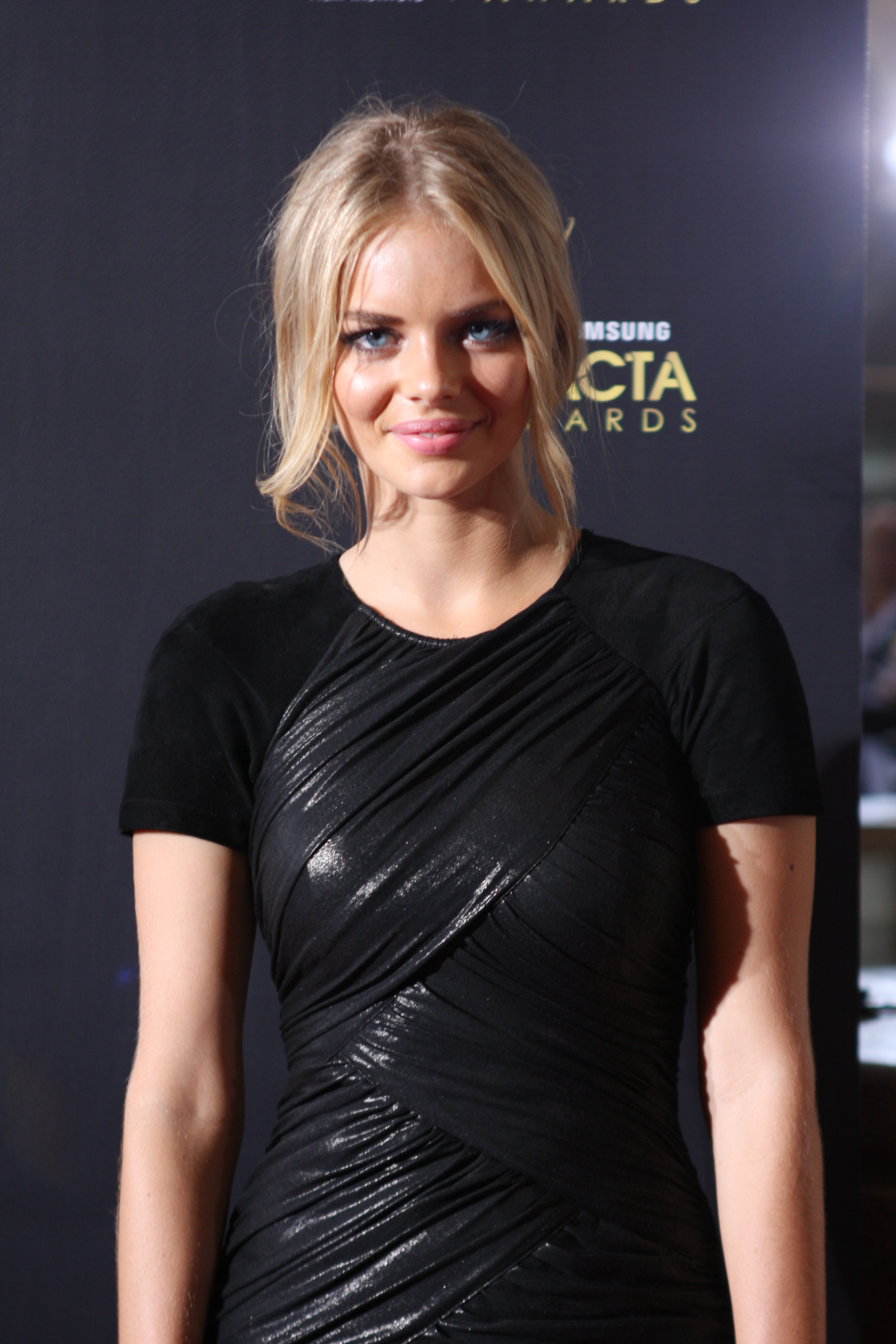
Es Samara Weaving en la ceremonia de los AACTA 2012.

En 2008 interpretó a la brillante y decidida estudiante Kirsten Mulroney en la serie dramática Out of the Blue. En 2009 apareció como invitada en la exitosa serie australiana Home and Away, donde interpretó a Indigo Walker hasta inicios de 2010 luego de que su familia decidiera irse de la bahía. El 22 de junio de 2010 Weaving regresó a la serie y se unió al elenco principal, siendo su última aparición el 13 de noviembre de 2013, luego de que su personaje decidiera irse de Summer Bay para viajar por Europa.
En 2013 apareció en comerciales de Navidad para "Bonds" junto al exjugador de tenis australiano Pat Rafter. En marzo de 2014 se anunció que Weaving aparecería en la película de terror Before Dawn en el papel de Grace, la hija de David (Marcus Graham). En octubre de 2015 se anunció que había obtenido un papel en una película del director Joseph McGinty Nichol. A finales de octubre de 2016 se anunció que Weaving se había unido al elenco de la serie Smilf para dar vida a Nelson Rose, una joven recién graduada de la universidad con una prometedora carrera como comentarista deportiva. También interpretó a Bee en The Babysitter y The Babysister: Killer Queen, de Netflix. En 2019, junto a Daniel Radcliffe, interpretó a Nix en Guns Akimbo.
En 2020 interpretó a Thea Preston, la hija de Bill S. Preston (interpretado por Alex Winter), en Bill & Ted Face the Music. En 2021 interpretó a Jessica Chandler, influencer obsesionada con las redes sociales que sufre de trastorno dismórfico en Nine Perfect Strangers.

## Filmografía

### Cine
| Año  | Título original                           | Personaje                          | Notas                           | Ref.   |
| ---- | ----------------------------------------- | ---------------------------------- | ------------------------------- | ------ |
| 2009 | Sprung                                    | Fran                               | Cortometraje                    |        |
| 2009 | Steps                                     | Ella misma                         | Cortometraje; también directora |        |
| 2013 | Mystery Road                              | Peggy Rogers                       |                                 | [ 20 ] |
| 2014 | Growing Young                             | Minks                              | Cortometraje                    |        |
| 2015 | He Who Has It All                         | Serena                             | Cortometraje                    |        |
| 2016 | Bad Girl                                  | Chloe Buchanan / Jessica Cooper    |                                 |        |
| 2016 | Monster Trucks                            | Brianne                            |                                 |        |
| 2017 | Mayhem                                    | Melanie Cross                      |                                 |        |
| 2017 | Three Billboards Outside Ebbing, Missouri | Penelope                           |                                 |        |
| 2017 | The Babysitter                            | Bee                                |                                 |        |
| 2019 | Ready or Not                              | Grace Le Domas                     |                                 | [ 21 ] |
| 2019 | Guns Akimbo                               | Nix Degraves                       |                                 |        |
| 2020 | 100% Wolf                                 | Batty                              | Voz                             |        |
| 2020 | Last Moment of Clarity                    | Georgia Outerbridge / Lauren Clerk |                                 |        |
| 2020 | Bill & Ted Face the Music                 | Thea Preston                       |                                 | [ 22 ] |
| 2020 | The Babysitter: Killer Queen              | Bee                                |                                 |        |
| 2021 | Snake Eyes                                | Shana O'Hara / Scarlett            |                                 |        |
| 2022 | The Valet                                 | Olivia Allan                       |                                 |        |
| 2022 | Chevalier                                 | Marie-Josephine de Montalembert    |                                 |        |
| 2022 | Babylon                                   | Constance Moore                    |                                 |        |
| 2023 | Scream VI                                 | Laura Crane                        |                                 | [ 23 ] |
| 2023 | La Snob                                   | Marguerite de La Rocque            | Cortometraje                    |        |
| 2024 | Azrael                                    | Azrael                             |                                 |        |
| 2024 | 2026                                      | Street Fighter                     | Cammy White                     |        |

### Televisión
| Año       | Título original        | Personaje                  | Notas                        |
| --------- | ---------------------- | -------------------------- | ---------------------------- |
| 2008      | Out of the Blue        | Kirsten Mulroney           | Rol principal; 50 episodios  |
| 2009–2013 | Home and Away          | Indigo «Indi» Walker-Smith | Rol principal; 336 episodios |
| 2015      | Squirrel Boys          | Kelly                      | Protagonista (serie online)  |
| 2015–2016 | Ash vs. Evil Dead      | Heather                    | Rol recurrente; 3 episodios  |
| 2017–2019 | SMILF                  | Nelson Rose                | Rol principal; 18 episodios  |
| 2018      | Picnic at Hanging Rock | Irma Leopold               | Rol principal; 6 episodios   |
| 2020      | Hollywood              | Claire Wood                | Rol principal (miniserie)    |
| 2021      | Nine Perfect Strangers | Jessica Chandler           | Rol principal (miniserie)    |

### Videos musicales
| Año  | Artista                | Título      | Notas |
| ---- | ---------------------- | ----------- | ----- |
| 2013 | Jenny Broke the Window | «Ravel»     |       |
| 2017 | Charlie Puth           | «Attention» |       |

## Premios y nominaciones
| Año  | Categoría  | Premio                                    | Trabajo nominado | Resultado |
| ---- | ---------- | ----------------------------------------- | ---------------- | --------- |
| 2011 | TV Actress | Cosmopolitan’s Fun, Fearless Female Award | Home and Away    | Nominada  |